# Liste der Bischöfe von Ripon
Die Liste der Bischöfe von Ripon stellt die bischöflichen Titelträger der Church of England von 1836 bis 2014 zusammen, die nach der Stadt Ripon in North Yorkshire, England, benannt wurden.

## Geschichte
Obwohl ein mittelalterlicher Bischof von Ripon bekannt ist – Eadhæd, der im späten 7. Jahrhundert amtierte – wurde der moderne Bischofssitz von Ripon erst 1836 aus Teilen der Diözesen Chester und York errichtet. Im selben Jahr wurde die Stiftskirche in Ripon zur Kathedrale erhoben. Ab 1905 wurden die Bischöfe von Ripon bei der Leitung der Diözese vom Bischof von Knaresborough unterstützt. Im Jahr 1999 änderte der Bischofssitz seinen Namen in Diözese Ripon und Leeds, um der wachsenden Bedeutung von Leeds, der größten Stadt innerhalb der Diözese und einer der am schnellsten wachsenden Städte Großbritanniens, Rechnung zu tragen. Der einzige Bischof von Ripon und Leeds war John Packer, der mit John Ripon and Leeds unterzeichnete und am 31. Januar 2014 in den Ruhestand trat.

## Liste der Bischöfe
| Bischof von Ripon           | Bischof von Ripon | Bischof von Ripon      | Bischof von Ripon |
| von                         | bis               | Amtsinhaber            | Anmerkungen |
| --------------------------- | ----------------- | ---------------------- | --- |
| 1836                        | 1856              | Charles Longley        | Nominiert am 15. Oktober 1836 und Konsekration am 6. November 1836. Berufen nach Durham im Jahr 1856. |
| 1857                        | 1884              | Robert Bickersteth     | Nominiert am 17. Dezember 1856 und konsekriert am 18. Januar 1857. Starb im Amt am 15. April 1884. |
| 1884                        | 1911              | William Boyd Carpenter | Nominiert am 11. Juni 1884 und konsekriert am 25. Juli 1884. Trat am 8. November 1911 zurück und starb am 26. Oktober 1918. |
| 1912                        | 1920              | Thomas Drury           | Transferiert von Sodor und Man. Er wurde am 22. November 1911 ernannt und am 4. Februar 1912 bestätigt. Trat am 22. April 1920 zurück und starb am 12. Februar 1926.                                                                 |
| 1920                        | 1925              | Thomas Strong          | Nominiert am 24. Juni 1920 und konsekriert am 24. August 1920. Am 13. Oktober 1925 zum Bischof von Oxford ernannt. |
| 1926                        | 1934              | Edward Burroughs       | Nominiert am 29. Oktober 1925 und konsekriert am 6. Januar 1926. Starb im Amt am 23. August 1934. |
| 1935                        | 1946              | Geoffrey Lunt          | Nominiert am 19. November 1934 und konsekriert am 25. Januar 1935. Am 9. Oktober 1946 zum Bischof von Salisbury ernannt. |
| 1946                        | 1959              | George Chase           | Nominiert am 11. Oktober 1946 und konsekriert am 1. November 1946. Trat am 6. April 1959 zurück und starb am 30. November 1971. |
| 1959                        | 1975              | John Moorman           | Nominiert am 2. Mai 1959 und konsekriert am 11. Juni 1959. Er trat am 30. November 1975 zurück und starb am 13. Januar 1989. |
| 1976                        | 1977              | Stuart Hetley Price    | Transferiert von Doncaster. Nominiert am 10. Februar 1976 und bestätigt am 18. März 1976. Starb im Amt am 15. März 1977. |
| 1977                        | 1999              | David Young            | Nominiert am 11. Juli 1977 und konsekriert am 21. September 1977. Er trat 1999 in den Ruhestand und starb am 10. August 2008. |
| Bischof von Ripon und Leeds |                   |                        | |
| von                         | bis               | Amtsinhaber            | Anmerkungen |
| 2000                        | 2014              | John Packer            | Transferiert von Warrington. Trat sein Amt durch Bestätigung seiner Wahl an, vor seiner Einsetzung am 16. Juli 2000. Im September 2013 wurde bekannt gegeben, dass er im Januar 2014 in den Ruhestand treten werde. Weitere Quellen: |